# Kierisvaara
Kierisvaara är en kulle i Finland. Den ligger i Enontekis i landskapet Lappland, i den norra delen av landet, 900 km norr om huvudstaden Helsingfors. Toppen på Kierisvaara är 436 meter över havet.
Terrängen runt Kierisvaara är platt.  Trakten runt Kierisvaara är nära nog obefolkad, med mindre än två invånare per kvadratkilometer. Omgivningarna runt Kierisvaara är i huvudsak ett öppet busklandskap.